# Explosão de caminhão-tanque em Cap-Haïtien
Em 14 de dezembro de 2021, um caminhão-tanque de combustível explodiu no bairro Samari, em Cap-Haïtien, a capital do departamento haitiano Nord. Pelo menos 75 pessoas morreram e mais de 100 ficaram feridas; várias tentavam roubar a carga do caminhão quando ocorreu a explosão.

## Contexto
Em 2021, o Haiti era o país mais pobre do Hemisfério Ocidental. As crises econômicas e políticas foram agravadas pelo assassinato do presidente Jovenel Moïse, o terremoto de 2021, que causou 2.248 mortes e US $ 1,5 bilhão em danos, e uma rede elétrica instável que deixou hospitais, escolas e empresas dependentes de geradores a gasolina. Na sequência do terremoto, os saques e as atividades de gangues ampliaram-se, com sequestros de caminhões de combustível.
Em novembro de 2021, o líder da gangue G9 Jimmy Chérizier anunciou que os caminhões de combustível teriam permissão temporária para voltar a Porto Príncipe. Os cidadãos haitianos lutaram para conseguir gasolina, com alguns vendendo para o mercado negro.

## Explosão
Um caminhão-tanque 34 mil litros de gasolina, na tentativa de evitar uma motocicleta, capotou e começou a derramar combustível. O motorista do caminhão saiu do veículo e alertou os transeuntes para não se aproximarem. Algumas das vítimas da explosão tentaram roubar a gasolina do caminhão batendo no tanque com martelos quando ele explodiu, com o combustível armazenado em casas próximas piorando a extensão da explosão. Setenta e cinco pessoas morreram na explosão e mais de 100 ficaram feridas. A explosão também colocou fogo em 50 casas, danificou empresas e deixou veículos carbonizados. A causa da explosão foi o lixo que fumegava quando a gasolina do caminhão o atingiu. Os bombeiros foram enviados para a área, mas devido à falta de água tiveram que pedir ajuda aos bombeiros do aeroporto.
Após a explosão, várias vítimas ficaram feridas devido a atropelamentos.

## Impacto
As ambulâncias demoraram até cinco horas a chegar e 15 vítimas tiveram de ser transportadas por via aérea. As vítimas foram encaminhadas para hospitais menores e menos equipados porque o maior hospital da cidade fechou em novembro devido a ataques de bandidos. Esses hospitais ficaram superlotados e não puderam atender as vítimas por falta de suprimentos básicos, sendo que algumas vítimas foram colocadas no chão ou no pátio do hospital por falta de leitos. Quatorze vítimas morreram enquanto estavam no hospital. Hospitais de campanha também foram instalados na cidade. A UNICEF enviou equipamentos médicos para a cidade para as vítimas de queimaduras. O presidente interino e primeiro-ministro Ariel Henry anunciou três dias de luto no país.